# Друга сигнальна система
Друга сигнальна система — одна з двох сигнальних систем людини; умовні рефлекси, вироблені на слова й позначені ними поняття. Дія слова, як сигналу, визначається смисловим значенням, зв'язком з певними предметами навколишнього середовища.

## Основні функції
У другій сигнальній діяльності реалізується принцип моделювання дійсності за допомогою мови, а умовні рефлекси можуть формуватися без підкріплення безумовним сигналом, що є основою засвоєння знань. Фізіологічними засобами моделюються в мозку предмети і явища навколишнього середовища, дії та їх результат, встановлюються зв'язки і відносини між ними у вигляді понять, суджень, закономірностей, формул тощо. За допомогою цих моделей, тобто сигналів другого ступеня, людина має великі можливості для пізнання, творчої діяльності і прогнозування.

## Зв'язок з іншими системами
Перша й друга сигнальні системи діють у тісному взаємозв'язку. Під час утворення умовних рефлексів на безпосередні подразнення виникає збудження, яке передається і в другу сигнальну систему(слово, що означає цей подразник). Унаслідок цього рефлекторна реакція може виникати при сигналах, які надходять і з другої сигнальної системи.